# Mohammed Abed al-Jabri
Mohammed Abed al-Jabri (Figuigue, 27 de dezembro de 1936 - 3 de maio de 2010) foi um filósofo islâmico marroquino, considerado como uma das grandes figuras intelectuais do mundo árabe contemporâneo.